# André Rigaud
André Rigaud (Les Cayes, 1761 – Les Cayes, 18 settembre 1811) è stato un militare e politico haitiano, leader della rivoluzione haitiana insieme a Toussaint Louverture.

## Biografia

### Nascita e formazione
Di famiglia mulatta, Rigaud nacque a Les Cayes, Haiti, e studiò a Bordeaux, in Francia. Iniziò la sua carriera militare combattendo nell'esercito francese durante la rivoluzione americana.

### Carriera militare
Sostenitore entusiasta della rivoluzione francese, nel 1791 Rigaud partecipò all'insurrezione armata dei liberti di colore haitiani che chiedevano il riconoscimento dei loro diritti politici. Divenuto comandante delle truppe favorevoli alla Francia dislocate nella parte meridionale dell'isola, sin dal giugno 1794 Rigaud proclamò la liberazione degli schiavi disposti ad arruolarsi sotto le sue insegne. Le forze sotto il suo comando costrinsero gli inglesi sbarcati sull'isola a battere in ritirata e assicurarono la prosecuzione dei traffici con gli Stati Uniti. I suoi superiori a Port-au-Prince ne temevano l'eccessiva autonomia, ma ne apprezzavano le eccellenti doti militari dimostrate nel conflitto contro gli inglesi.
Nel 1796 il nuovo governatore di Haiti Étienne Maynaud de Bizefranc de Laveaux nominò il leader nero Toussaint Louverture suo aggiunto e questi approfittò del vantaggio concessogli dalla nuova carica per tentare di togliere di mezzo Rigaud. Non gli riuscì di fare molto perché il generale mulatto, che vantava benemerenze a favore della Repubblica di gran lunga superiori alle sue, non si fece intimidire e ricordò come il suo comando nella zona meridionale dell'isola fosse determinante per contenere le truppe britanniche, alle quali, in effetti, nonostante fossero da tempo sull'isola, non riusciva di fare progressi.
Nel marzo del 1798 sbarcò ad Haiti il nuovo agente del Direttorio, il generale Gabriel de Hédouville. Il suo compito era quello di mettere assieme le truppe di Toussaint Louverture e Rigaud - che non si erano mai incontrati e si guardavano con reciproca diffidenza - per costringere gli inglesi, ripetutamente decimati dalla febbre gialla, a lasciare l'isola. Rigaud, che ostentava piena libertà di manovra nella parte meridionale dell'isola, legittimava il proprio potere per avere combattuto i bianchi schiavisti e gli inglesi in nome dell'eguaglianza sancita dalla Repubblica. Per indebolirlo, Toussaint Louverture insisteva sui precedenti del rivale: era stato volontario nella guerra americana al seguito delle truppe francesi ed era stato da subito tra gli alfieri dei liberi di colore che rivendicavano l'equiparazione con i bianchi, ma nutrivano al tempo stesso più di una diffidenza verso i neri, e benché avesse liberato molti schiavi con largo anticipo rispetto alla Convenzione non intendeva invitarli a compartecipare su basi paritarie alla vita sociale e politica.
Difficile dire se quella linea - così come veniva disegnata da Toussaint Louverture per fare terra bruciata al rivale in mezzo ai neri - corrispondesse al vero o non fosse piuttosto una sapiente manovra per mettere in cattiva luce Rigaud agli occhi di molti dei suoi stessi soldati. In ogni caso i due - che si incontrarono per la prima volta nell'estate del 1798 per concordare l'offensiva contro gli inglesi - rimasero in una posizione di reciproca e profonda diffidenza.

### La Guerra dei Coltelli
Nell'ottobre del 1798 Hédouville, ormai apertamente accusato di voler ristabilire la schiavitù, fu costretto a tornare in Francia, lasciando di fatto l'isola nelle mani di Toussaint Louverture. La politica di Toussaint, che si muoveva in totale indipendenza dalle decisioni della madrepatria, alimentò le proteste di quanti lo accusavano di voler tradire la Francia. Il più risoluto al riguardo era proprio Rigaud, che rivendicò con forza la propria lealtà alla Francia e respinse le accuse che il rivale gli aveva rivolto di voler introdurre il dominio dei mulatti sull'isola a tutto danno dei neri. La resa dei conti si avvicinava: Toussaint Louverture accusò i liberi di colore di volere restaurare la schiavitù e denunciò Rigaud di insubordinazione nei suoi confronti. Inutilmente questi rispose che non c'era nulla di vero in quelle accuse e ribadì la propria fedeltà alla Repubblica ricordando come l'altro non disponesse delle medesime credenziali: nel giugno del 1799 la parola passò alle armi.
Di numero le truppe di Louverture erano molto superiori, ma i soldati di Rigaud erano meglio organizzati e avrebbero potuto dare filo da torcere agli avversari se non fossero stati presto costretti sulla difensiva dalle navi da guerra degli Stati Uniti, che bloccarono i porti nel Sud dell'isola e impedirono a Rigaud di disporre dei necessari rifornimenti. È vero che questi trovò presto anche il discreto sostegno dei britannici, preoccupati della facile vittoria di Louverture, ma quest'ultimo aveva dalla sua il numero dei sostenitori e soprattutto la capacità di rivolgersi all'intera società di Santo Domingo, promettendo a ogni sua componente attenzioni e riguardi. Si premurò di dimostrare che non intendeva far la guerra ai liberi di colore, dei quali, stando sempre alle sue parole, Rigaud era solo un infedele interprete, e nelle sue truppe fu lieto di accogliere anche molti mulatti per ribadire come dalla sua parte fosse tutta la società isolana, Non solo, prese pure le distanze dalle violenze cui si erano abbandonati alcuni dei suoi più stretti collaboratori, tra i quali si era distinto il generale Jean-Jacques Dessalines, che avrebbe in seguito guidato la resistenza ai francesi.
Gli scontri si susseguirono furiosi, ma nel volgere di qualche mese Toussaint Louverture riuscì ad avere la partita vinta. Rigaud aveva fatto di tutto per conservare il sostegno della popolazione del Sud, ma questa ricordava come egli fosse sempre stato favorevole al ritorno degli ex schiavi nelle piantagioni e i suoi appelli contro Louverture finirono per raccogliere pochi consensi. Tuttavia il colpo di grazia gli giunse dalle notizie che nella primavera del 1800 arrivarono dalla Francia: il generale Bonaparte aveva rovesciato il Direttorio, dato una nuova costituzione alle Repubblica di cui era divenuto il primo console, ma soprattutto aveva fatto una precisa scelta di campo, confermando Toussaint Louverture in qualità di governatore generale della colonia.
Rigaud si sentì abbandonato da un Repubblica alla quale era sempre rimasto fedele e nel cui nome si era deciso di far la guerra a Louverture. Non a caso, aveva avviato le operazioni militari presentandosi come l'alfiere della Repubblica contro un avversario che era venuto a patti con l’Inghilterra e gli Stati Uniti, e che aveva dato prova di forti ambiguità rispetto a Parigi. Lungo questa direttrice aveva scelto di schierarsi dalla parte del governatore Hédouville quando si era scontrato con Toussaint Louverture e da quello, al momento del suo rientro a Parigi, aveva ricevuto mandato di continuare a opporgli resistenza.
Ma ora, proprio per superare le angustie della politica del Direttorio ai Caraibi, Bonaparte aveva fatto la sua scelta di optare per un interessato sostegno al più forte dei sue contendenti: il proposito di pacificare un'area che gli sembrava decisiva per lo scontro con la Gran Bretagna suggeriva al primo console di abbandonare Rigaud al suo destino. Nell'estate del 1800 Toussaint Louverture aveva ormai vinto: la cosiddetta guerra del Sud - detta anche dei coltelli per le efferate violenze le cui responsabilità si divisero egualmente tra le parti - lo lasciava signore incontrastato dell'isola.
Rigaud prese atto di essere ormai un inutile ostacolo a un disegno politico ancora impreciso, ma nel quale non sembrava - salvo far sentire nella competente sede le proprie ragioni - potesse disporre di un ruolo. Lasciò l'isola nel luglio del 1800 per fare vela verso la vicina Guadalupa e la sua partenza favorì un'ultima ondata di violenze nei confronti di quanti fra i suoi sostenitori non erano riusciti a mettersi al pari di lui in salvo. La destinazione di colui che non si era piegato a Toussaint Louverture era la Francia, dove si diceva che fosse stato richiamato e dove intendeva comunque presentarsi per ricordare come da quel lato avesse sempre combattuto e quanto ci si sbagliasse a fare conto sul governatore nero.

### L'esilio
L'amarezza di Rigaud era grande: nel corso di tutta la sua vita militare (e politica) mai aveva mancato di una piena lealtà nei confronti della rivoluzione e si era sempre detto onorato di rappresentare nell'isola il messaggio di eguaglianza della Repubblica. Tuttavia, la conferma del suo avversario in armi quale governatore generale di Santo Domingo lo privava di ogni legittimità politica e lo declassava al ruolo di locale signore della guerra. Pensò di trovare con tutta la famiglia rifugio in Francia: difficile dire che cosa si ripromettesse di fare una volta giunto a Parigi, perché al momento della partenza dall'isola ogni spazio di manovra sembrava precluso
Ebbe però la cattiva sorte di essere fermato, nel corso del viaggio, da una nave statunitense, che lo tenne a lungo in stato di fermo nell'isola di Saint Kitts e quella forzata assenza dallo scenario politico di Francia finì per giocare di rimbalzo a suo favore. Quando, tornato alla Guadalupa, poté fare nuovamente vela verso la Francia, dove giunse nel mese di giugno del 1801, era trascorso già un anno dalla sua sconfitta e la situazione politica era nel frattempo molto mutata, perché Bonaparte aveva messo a punto alcuni clamorosi risultati, militari e diplomatici, che gli permettevano di volgere per la prima volta un attento sguardo sullo scenario atlantico.

### Il rientro ad Haiti e l'arresto
Appena arrivato a Parigi, Rigaud tentò di far valere le proprie ragioni bussando alla porta del ministero della marina, dove poteva contare ancora su qualche appoggio presso i funzionari che avevano a suo tempo sostenuto il progetto politico di Sonthonax. Per la verità le porte erano già spalancate, perché nel frattempo, a distanza di circa un anno dalla sua sconfitta, le cose erano cambiate e Bonaparte si era deciso a farla finita con Toussaint Louverture. Non è detto risponda al vero la testimonianza che vorrebbe un incontro del primo console con lo stesso Rigaud al quale avrebbe in modo bonario rimproverato di non aver sconfitto l'avversario. Di certo Bonaparte pensò che fosse il caso di coinvolgere nel braccio di ferro con Toussaint Louverture quanti, in precedenza, non avevano mancato di sostenere le ragioni di uno stretto legame dell'isola con la Repubblica e i primi cui guardare erano proprio tutti coloro che il governatore nero aveva volta a volta eliminato dalla scena politica della colonia.
Bonaparte poteva fare conto su chi aveva combattuto il governatore nero, fossero questi i funzionari bianchi favorevoli all'abolizione che avevano accompagnato Sonthonax e Hédouville, o gli stessi uomini di colore che erano usciti travolti dalla prova di forza in occasione della guerra dei coltelli. Sul finire del 1801 allestì a Brest una flotta destinata riportare Haiti sotto il pieno controllo francese. Il comando della flotta venne dato al generale Leclerc, cognato del primo console, ma della spedizione facevano parte alcune figure di rilievo della colonia, come Jean-Baptiste Belley, il primo deputato di colore alla Convenzione, il generale mulatto Jean-Louis Villatte, che era stato costretto a lasciare l'isola dopo aver inutilmente tentato di rovesciare Laveaux, Martial Besse, un altro generale di colore obbligato a farsi da parte da Toussaint Louverture, ma soprattutto Rigaud, assieme a tutto il suo stato maggiore, tra i quali spiccavano Alexandre Pétion e Jean-Pierre Boyer ambedue negli anni a venire divenuti presidenti dello Stato sorto dalla resistenza ai francesi.
Toussain Louverture si predispose a resistere mediante una guerra di guerriglia, che portasse i suoi uomini sulle alture, dove i francesi avrebbero incontrato difficoltà, e facesse terra bruciata delle aree che era costretto a lasciare agli avversari. Contava sul tempo, che avrebbe presto fatto pullulare l'isola di zanzare le cui punture provocavano ai nuovi venuti febbri violente, spesso mortali. Tuttavia le prime mosse del generale francese furono vincenti. 
Alcuni generali, tra i quali Jean Laplume. che comandava nel Sud, un tempo feudo di Rigaud passarono presto dalla parte di Leclerc e questo permise di chiudere il cerchio attorno a Toussaint Louverture, posto fuorilegge sin dal 17 febbraio 1802. I combattimenti procedettero a fasi alterne e, nonostante i francesi incontrassero un'ostinata resistenza, agli inizi di maggio si giunse al cessate il fuoco, che sembrava chiudere i conti con il governatore nero: questi era rimosso dall'incarico, nella sostanza era messo un agli arresti domiciliari, mentre i suoi più fidi generali, tra i quali lo stesso Dessalines, passavano di campo mantenendo il grado nei ranghi dell'esercito francese. 
I giochi sembravano fatti e Leclerc poteva passare alla seconda fase del suo piano: cominciò liberandosi di quanti, a partire dallo stesso Toussaint Louverture, si erano resi responsabili delle ostilità negli anni precedenti. Così l'ex governatore, accusato di tradimento, venne caricato a forza su una nave e deportato in Francia, ma la stessa sorte era già toccata al suo rivale Rigaud, accusato, sulla base di prove ben poco convincenti, di voler riaccendere la guerra civile nel Sud dell'isola. Ambedue, senza mai più incontrarsi, vennero rinchiusi nello stesso forte di Joux in Savoia, dove Toussaint Louverture sarebbe morto di polmonite di lì a breve. 

### La ripresa delle ostilità e la morte
Già nel settembre 1802, temendo che il precedente della Guadalupa, dove era stata ripristinata la schiavitù, anticipasse quanto sarebbe presto potuto toccare loro, una parte delle truppe di colore si ammutinò e in ottobre Desslines e Christophe, a loro volta ribellatisi a Leclerc, se ne posero alla testa. Il ritorno delle ostilità accompagnò inoltre I'esplosione della febbre gialla, che portò alla morte lo stesso Leclerc: nel novembre del 1802, il comando del corpo di spedizione francese passava così al suo ufficiale in seconda, Donatien de Rochambeau un uomo che non nascondeva la propria vicinanza ai circoli schiavisti, che dichiarava tutta la propria sufficienza verso i neri e che, per rimettere sotto controllo una situazione che stava sfuggendo di mano, dette prova di una paurosa crudeltà nei loro confronti. La multirazzialità del corpo di spedizione francese andava così in pezzi e anche gli ufficiali che avevano accompagnato Rigaud - tra i quali Pétion e Boyer - decisero di passare dalla parte della resistenza.
Dopo la dichiarazione di indipendenza di Haiti (1º gennaio 1804), Dessalines, proclamatosi imperatore, fu rovesciato da Christophe e Pétion. Mentre Christophe prese il controllo del Nord dell'isola, popolata in maggioranza da ex schiavi neri, a Sud, antica roccaforte di Rigaud, prevalse Pétion, che fu subito eletto presidente.
Nel 1810 Rigaud tornò ad Haiti dalla Francia, auspice probabilmente lo stesso Napoleone. Rigaud tentò subito di riorganizzare i propri sostenitori nell'isola e solo la morte nel 1811 gli impedì di riprendere il controllo dell'area meridionale di Haiti.